# George (Iowa)
George è una città degli Stati Uniti d'America, situata nello Stato dell'Iowa, nella contea di Lyon.